# 門川防災ダム
門川防災ダム（かどかわぼうさいダム）は、宮崎県東臼杵郡門川町加草にあるロックフィルダム。ダムの流域面積は6km2。このダムは、満水時には約 12 ヘクタールの土地を貯水し、73 万 7,000 立方メートルの水を貯めることができる。ダムの建設は 1972 年に完了した。